# Potenciais de Liénard-Wiechert
Os potenciais de Liènard-Wiechert são a descrição matemática clássica dos potenciais escalar e vetorial de uma carga pontual em movimento. Sua derivação se origina das equações de Maxwell e portanto não é válida no domínio da mecânica quântica.

## Potenciais retardados
Pode-se fazer cálculo para determinar os potenciais gerados por uma distribuição qualquer de cargas no espaço, dependentes do tempo. Nesta demonstração, chegamos a conclusão de que os potenciais gerador por uma distribuição dependente do tempo, em um ponto r, num instante de tempo t dependem desta distribuição num instante anterior que é denominado na literatura de tempo retardado. Escrevemos para o potencial elétrico:
{\displaystyle \varphi (\mathbf {r} ,t)=\int {\frac {1}{4\pi \epsilon _{0}}}{\frac {\rho (\mathbf {r} ',t_{r})}{|\mathbf {r} -\mathbf {r} '|}}d^{3}r'}
Aqui, {\displaystyle \rho } é a densidade de cargas avaliada no tempo retardado {\displaystyle t_{r}} e {\displaystyle \mathbf {r'} } é posição das cargas. O tempo retardado é definido como:
{\displaystyle t=t_{r}+{\frac {|\mathbf {r} -\mathbf {r} '|}{c}}}
Ou seja, o tempo retardado é devido a um tempo de propagação finito com velocidade c (velocidade da luz), e {\displaystyle |\mathbf {r} -\mathbf {r} '|/c} é o tempo que o sinal levou para se propagar até o ponto {\displaystyle \mathbf {r} }. Note que {\displaystyle \mathbf {r'} } deve ser avaliado no tempo retardo também. 
Analogamente, podemos escrever para o potencial vetor magnético:
{\displaystyle \mathbf {A} (\mathbf {r} ,t)=\int {\frac {\mu _{0}}{4\pi }}{\frac {\mathbf {J} (\mathbf {r} ',t_{r})}{|\mathbf {r} -\mathbf {r} '|}}d^{3}r'}
Onde {\displaystyle \mathbf {J} } é densidade volumétrica de corrente. É possível particularizar para os casos em 1 e 2 dimensões.
Estes são os chamados potenciais retardados de uma distribuição de cargas e correntes.

## Demonstração dos potenciais de Liènard-Wiechert
Estamos em condições de deduzir os potenciais de Liènard-Wiechert para uma carga pontual q em movimento, partindo dos potenciais retardados. O problema se torna muito simples com o uso da função delta de Dirac ({\displaystyle \delta (x)}), que tem a seguinte propriedade:
{\displaystyle \int _{-\infty }^{\infty }\delta (x)dx=1}
{\displaystyle \int _{-\infty }^{\infty }f(x)\delta (x-x_{0})dx=f(x_{0})}
Primeiramente, vamos utilizar estas ideias para escrever a densidade de cargas no instante {\displaystyle t_{r}}.
{\displaystyle \rho (\mathbf {r'} ,t_{r})=\int dt'\rho (\mathbf {r'} ,t')\delta (t'-t_{r})}
Sendo a carga na posição {\displaystyle \mathbf {w} } no tempo {\displaystyle t_{r}}, escrevemos a densidade de cargas na forma: 
{\displaystyle \rho (\mathbf {r'} ,t')=q\delta (\mathbf {r'-w} )}
Inserindo estas definições na integral para o potencial elétrico, obtemos:
{\displaystyle \varphi (\mathbf {r} ,t)=\int \int {\frac {1}{4\pi \epsilon _{0}}}{\frac {q\delta (\mathbf {r'-w} )\delta (t'-t_{r})}{|\mathbf {r} -\mathbf {r} '|}}d^{3}r'dt'}
As funções Delta nos permite eliminar as integrais e após alguns passos não triviais, obtemos:
{\displaystyle \varphi (\mathbf {r} ,t)={\frac {1}{4\pi \epsilon _{0}}}{\frac {qc}{c|\mathbf {r} -\mathbf {w} |-(\mathbf {r} -\mathbf {w} )\cdot \mathbf {v} }}}
Onde {\displaystyle \mathbf {v} } é a velocidade da partícula e definida como  {\displaystyle \mathbf {v} :={\frac {d\mathbf {w} }{dt}}}. Obtemos assim o potencial elétrico para uma carga pontual. Este é um dos potenciais de Liènard-Wiechert. O potencial vetor pode ser deduzido de maneira análoga, notando que este pode ser escrito na forma:
{\displaystyle \mathbf {A} (\mathbf {r} ,t)=\int {\frac {\mu _{0}}{4\pi }}{\frac {\mathbf {v} \rho (\mathbf {r} ',t_{r})}{|\mathbf {r} -\mathbf {r} '|}}d^{3}r'}
Adotando os mesmos passos, obtemos:
{\displaystyle \mathbf {A(r} ,t)={\frac {\mu _{0}}{4\pi }}{\frac {qc\mathbf {v} }{c|\mathbf {r-w} |-(\mathbf {r-w} )\cdot \mathbf {v} }}}
A dedução dos potenciais está completa. Podemos fazer uma relação bem simples entre os dois:
{\displaystyle \mathbf {A(r} ,t)={\frac {\mathbf {v} }{c^{2}}}\varphi (\mathbf {r} ,t)}
Lembrando que {\displaystyle \mathbf {v} } e {\displaystyle \mathbf {w} } devem ser avaliados no tempo retardado. Escrito desta forma, fica evidente que o potencial vetor tem a mesma direção da velocidade da partícula.